# Lesley Abdela
Lesley Abdela (Londres, 17 de noviembre de 1945) es una periodista y activista por los derechos de las mujeres británica. Ha sido consejera de Gobierno en 40 países diferentes, en Organizaciones Intergubernamentales (Naciones Unidas, OIN, OSCE), Organizaciones no Gubernamentales y en la Comisión Europea. También es periodista, locutora, oradora pública y activista en los derechos de las mujeres.

## Biografía
Nació en Londres y estudió en la Escuela de la Reina Ana, Escuela Chatelard, el Colegio Hammersmith de Arte y Construcción y en el Colegio Londres de Comunicación.
Abdela ganó el Premio Mujer de Europa por buscar el empoderamiento de la mujer en Europa Central y Europa del Este y en 1996 fue la primera Editora Política de la revista Cosmopolitan. En 2006, Abdela estuvo en el "Top 50 Héroes de Nuestro Tiempo" hecho por la revista New Statesman. En julio de 2007 la Oficina de Asuntos Culturales y Educativos del Departamento de Estado de los EE.UU la escogió como la Egresada Europea del Mes. En los Honores de Cumpleaños de la Reina de 1990, fue nombrada "Miembro de la Orden del Imperio Británico" por sus "servicios para el avance de la mujer en la Política y los Gobiernos Locales."
En 2007, Abdela se topó con la tumba de Barbara Bodichon en el pequeño cementerio de Brightling de East Sussex, ubicada a 80 kilómetros de Londres. Estaba en un estado de deterioro; las barandillas se encontraban oxidadas, y la inscripción en la tumba era casi ilegible. La historiadora Judith Rowbotham de la Universidad de Nottingham Trent hizo una convocatoria para obtener fondos con el fin de restaurar la tumba y sus alrededores. Alrededor de 1.000 libras fueron recaudadas. El dinero fue utilizado bajo supervisión local para arenear las rejas y volver a pintarlas, y para limpiar la tumba de granito.
Abdela ha tenido varios cargos en organizaciones de alto perfil a través de su carrera, algunas de ellos son:
- Miembro de la Junta de Gobierno del Consejo Británico (1995-2000)
- Directora de la Universidad de Nottingham Trent (1997-2000)
- Miembro de la Junta de Gobierno del Instituto Internacional para el Medio Ambiente y el Desarrollo (1992-1997)[6]
- Cofundadora[7] y Líder de "THE 300 GROUP" (El Grupo de 300) para Mujeres en Política
- Candidata parlamentaria del Partido Liberal para la elección general de 1979

## Trabajos
- A Strange Old Mother: No Press Pass for Women's Magazines(1994)
- Breaking Through the Glass Ceilings (1991)
- Do It!: Walk the Talk : a Practical Guide for Employers on how to Change the Gender Culture in the Workplace (1995)
- What women want : a guide to creating a better and fairer life for women in the UK, (1994)7
- Women with X Appeal: Women Politicians in Britain Today (1989)